# ルートインジャパン
ルートインジャパン株式会社は、ビジネスホテルのホテルルートイン（Hotel Route Inn）、リゾートホテルのグランヴィリオホテル、シティホテルのアークホテル、観光ホテルのルートイングランティア等を運営しているホテル事業者である。

## 概要
ホテル運営客室数は、2022年（令和4年）時点において東横イン、アパグループに次ぐ日本で業界3位である。
- 東京本部（登記上本店）：東京都品川区大井1-35-3
- 長野本部：長野県上田市古里2055-9 ※2025年中に上田市中央３丁目に移転予定[2]
- 大阪本部：大阪府大阪市中央区島之内1-19-18
- 関連会社：ルートイン開発株式会社、その他
- ブランド：ホテルルートイン、ルートイングランティア、アークホテル、グランヴィリオホテル、その他
- その他：健康ランド、ゴルフ場、飲食店等

## 沿革
- 1975年2月 - 永山建設株式会社設立
- 1977年4月 - 永山勝利が長野県上田市に永山興産株式会社を設立。
- 1985年9月 - 第1号店上田ロイヤルホテル開業。
- 1996年12月 - ルートインジャパン株式会社に社名変更。
- 2000年7月 - 東京本社を品川区西五反田に開設。
- 2003年4月 - 東京本社を江東区東陽町に移転。
- 2005年
  - 1月 - 姫路キヤッスルホテル、アークホテル、ハファダイビーチホテル（サイパン）がグループ傘下になる。
  - 11月 - アミスタ大井・アミスタ阿佐ヶ谷がグループ傘下になる。
- 2006年3月 - 東京本部を現在の品川区大井に移転。
- 2007年4月 - 徳島プリンスホテル、阿蘇プリンスホテルがグループ傘下になる。北信越BCリーグ（2008年以降BCリーグ）の公式スポンサーとなる。
- 2008年
  - 1月1日 - グループホテル300店舗達成（開業予定含む）。
  - 3月 - アークホテル仙台開業（旧・仙台ワシントンホテル営業譲渡）。
  - 4月 - 上田丸子・上田菅平グランヴィリオゴルフ倶楽部を再生開業。
- 2010年
  - 1月 - 大阪本部開設。
  - 9月1日 - 共通ポイントプログラム「Ponta」（ポンタ）に参画（#会員制度を参照）。
- 2013年4月5日 - ルートインホテルズ女子陸上部を創部。東北復興事業計画を発表。
- 2014年
  - 2月 - ベースボール・チャレンジ・リーグ（BCリーグ）の命名権を取得し、「ルートインBCリーグ」の名称で開催される[3]。
  - 12月 - 2015年のJリーグより、日本プロサッカーリーグの協賛スポンサー「トップパートナー」契約を締結[4]。
- 2015年
  - 2月 - 「ルートイングループ・永山勝利基金」設立、長野県と協力し奨学金制度を展開。
  - 4月 - 登米コールセンター開設。
- 2016年2月 - ベトナム・ダナンに現地法人を設立。
- 2017年4月 - ルートインホテルズ女子バレーボール部創部。
- 2019年1月 - ホテル300店舗達成。
- 2024年8月 - 新・長野本部(上田市中央３丁目)の起工式を行う。

## ホテルブランド
日本国内では高知県のみ2025年6月時点で未開業だが、高知市に用地を取得し2027年春以降に「ホテルルートインGrand高知」として開業する予定を公表した。予定通り開業した場合は2026年2月に高知市で開業予定の東横インに次ぎ、ビジネスホテル業界では2チェーン目の全都道府県進出となる。
日本国外にも進出しており、ベトナムのダナンに2店舗、北マリアナ諸島のサイパンに1店舗進出している。

### ホテルルートイン
タイプはビジネスホテルが主。北海道から沖縄まで、「ホテルルートイン」および「ホテルルートインコート」、上田駅前1店舗のみの「ロイヤルホテル」のブランド名で286店舗（2021年1月現在）を展開する宿泊特化型タイプのホテル。プリンスホテル等の他系列チェーンから営業譲渡を受けた店舗も存在する。立地面においては都心部では駅前隣接型、地方では高速道路のインターチェンジの隣接型を中心に展開している。ホテルルートイン札幌中央は当社運営のカプセルホテル「BIZCOURT CABINすすきの」を併設している。
大半の店舗が、ビジネスホテルとしては珍しい人工温泉（一部店舗では天然温泉）のある大浴場（但し首都圏の一部店舗を除く）と、無料駐車場（一部店舗除く）を完備。無料バイキング朝食サービスが特徴的である。当ホテルを含んだ後述のグループホテル全店（海外ホテルと一部ホテル除く）の客室でWOWOWの視聴が可能。
一部の店舗では合宿免許専用教習所との提携で合宿免許プランを提供している。

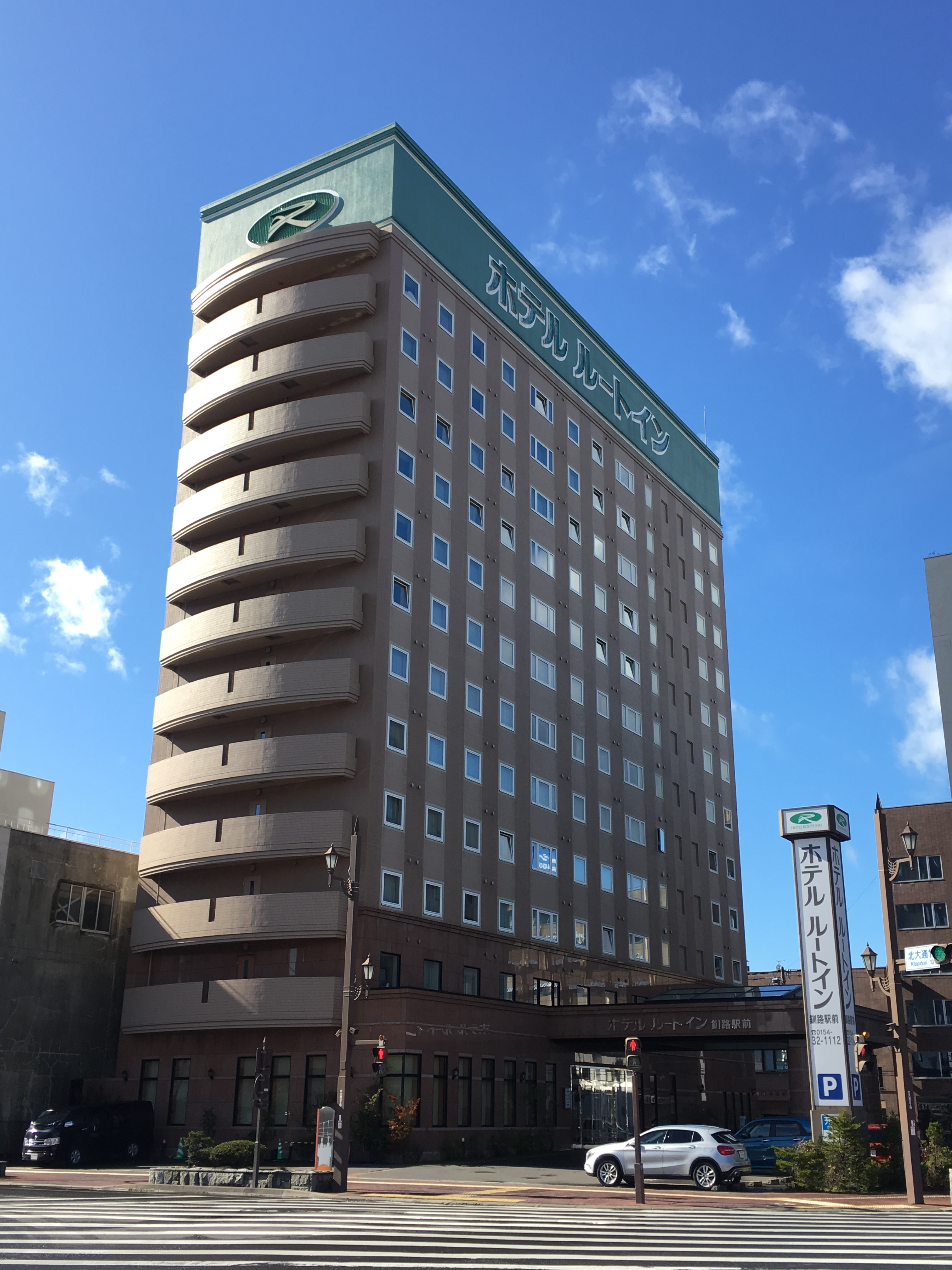
ホテルルートイン釧路駅前 （北海道釧路市）
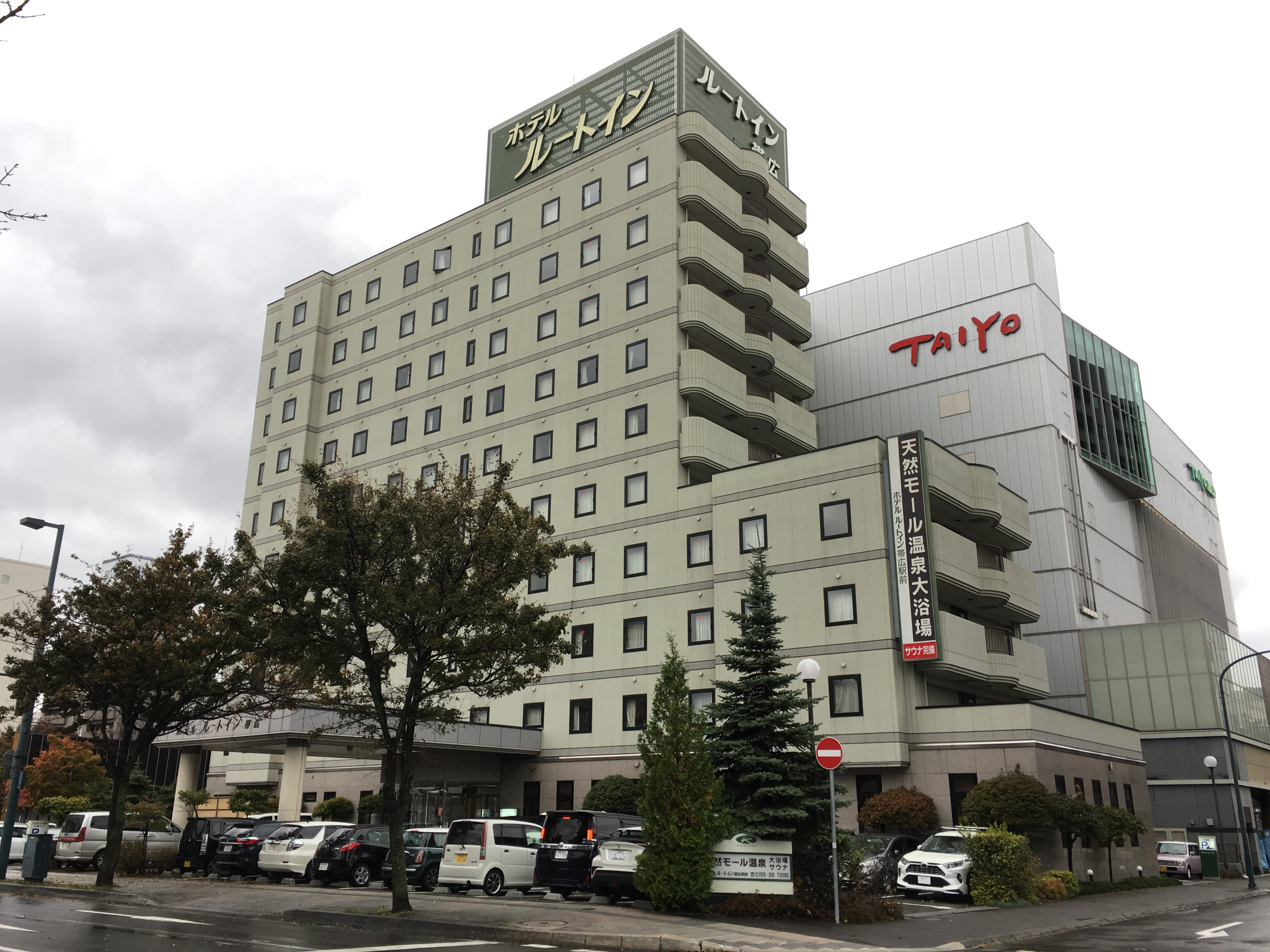
ホテルルートイン帯広駅前 （北海道帯広市）
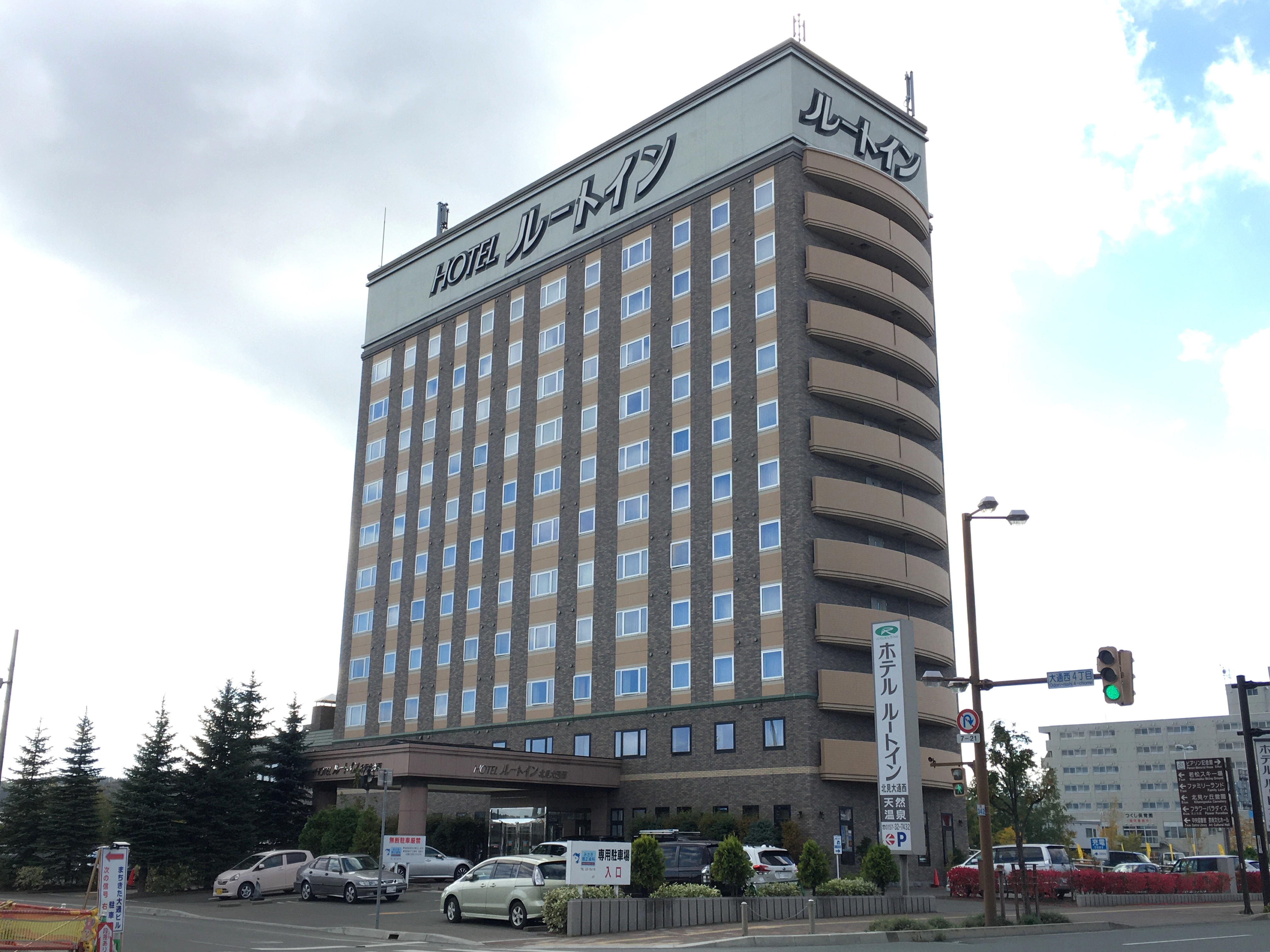
ホテルルートイン北見大通西 （北海道北見市）
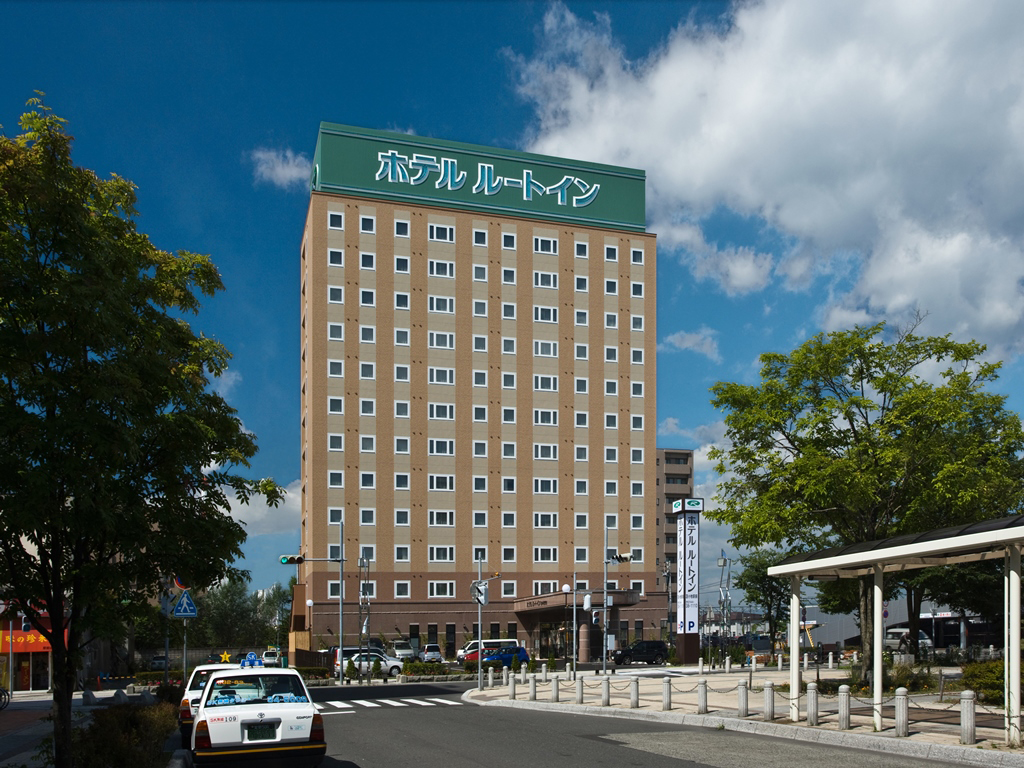
ホテルルートイン苫小牧駅前 （北海道苫小牧市）
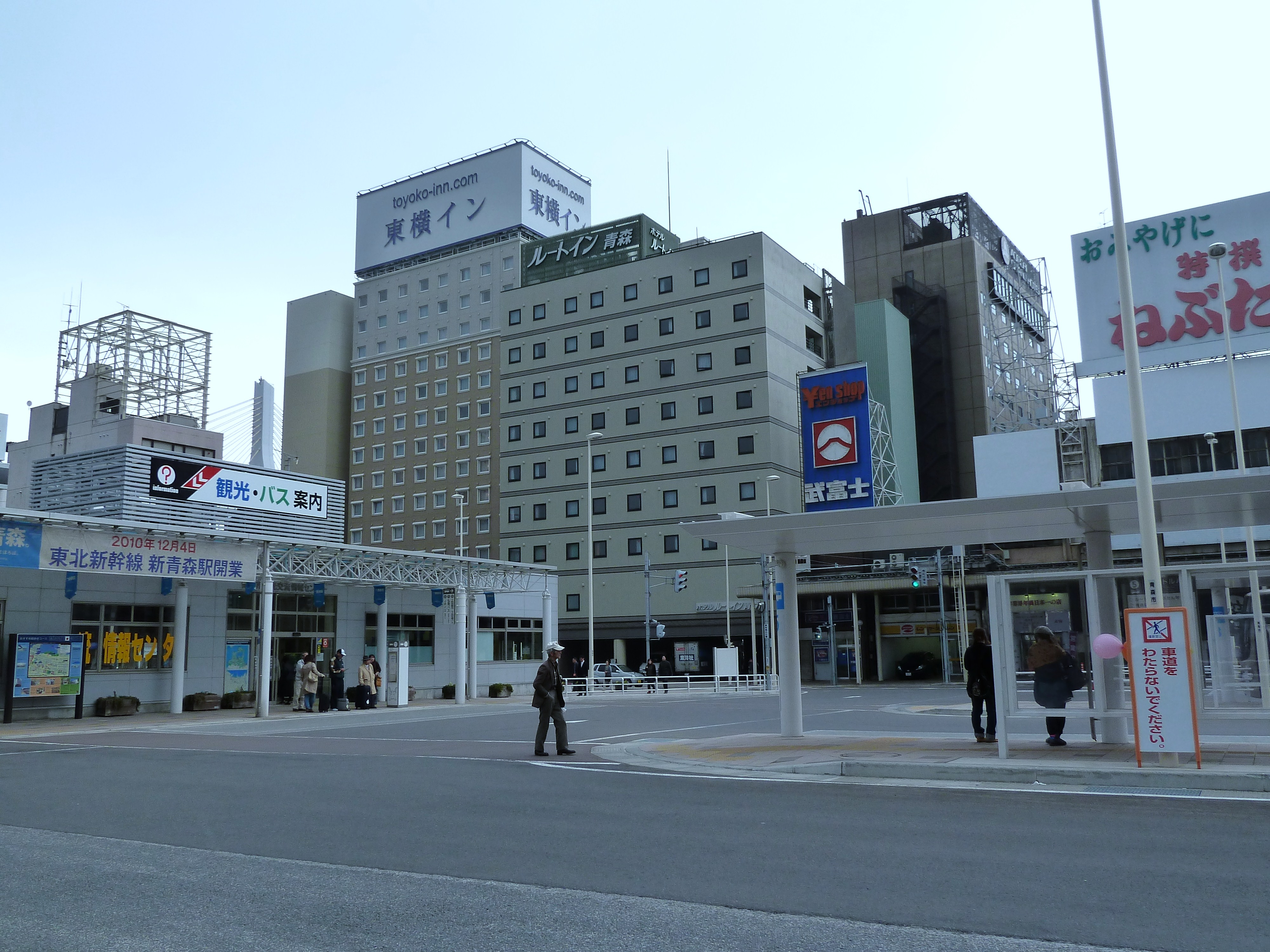
ホテルルートイン青森駅前 （青森県青森市）
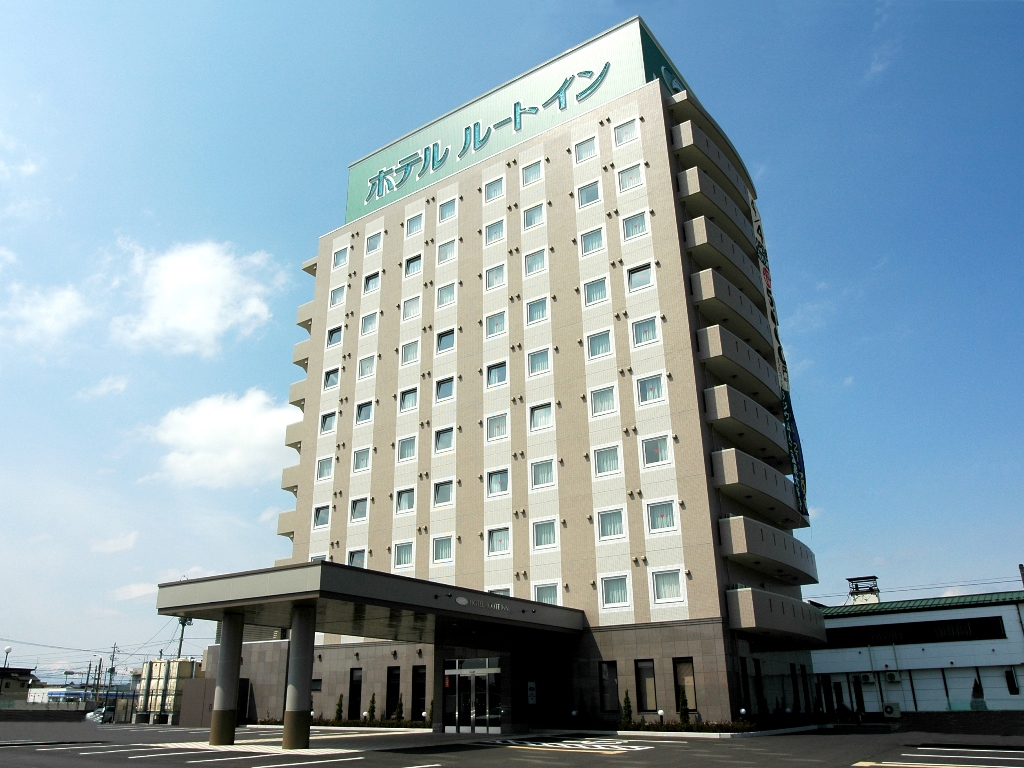
ホテルルートイン十和田 （青森県十和田市）
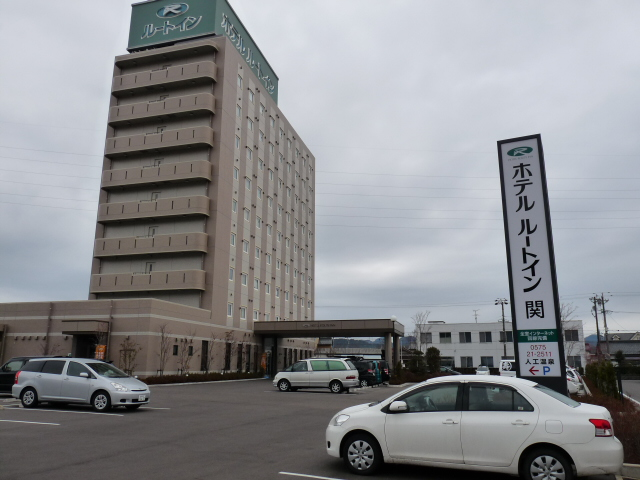
ホテルルートイン関 （岐阜県関市）
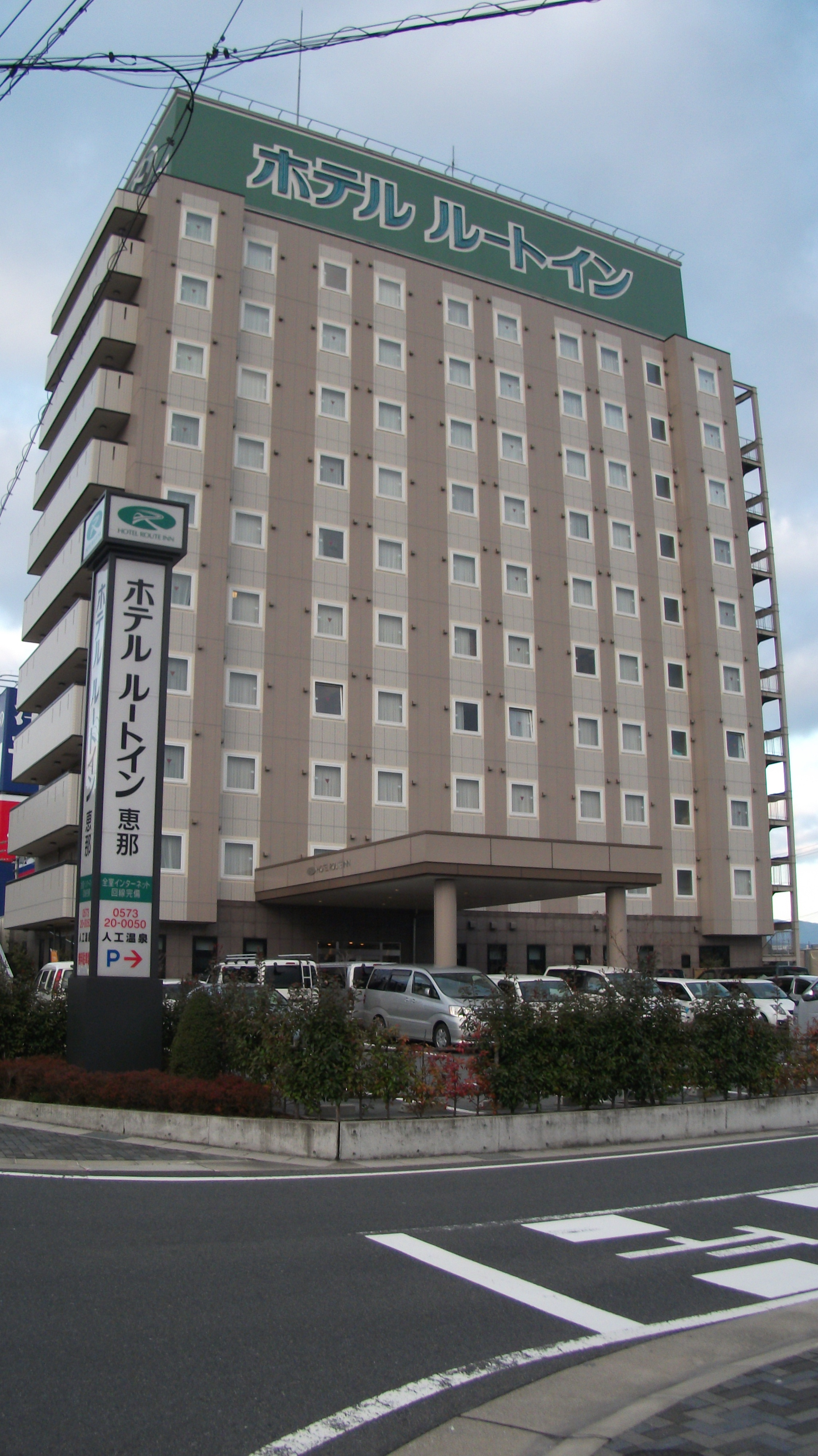
ホテルルートイン恵那 （岐阜県恵那市）
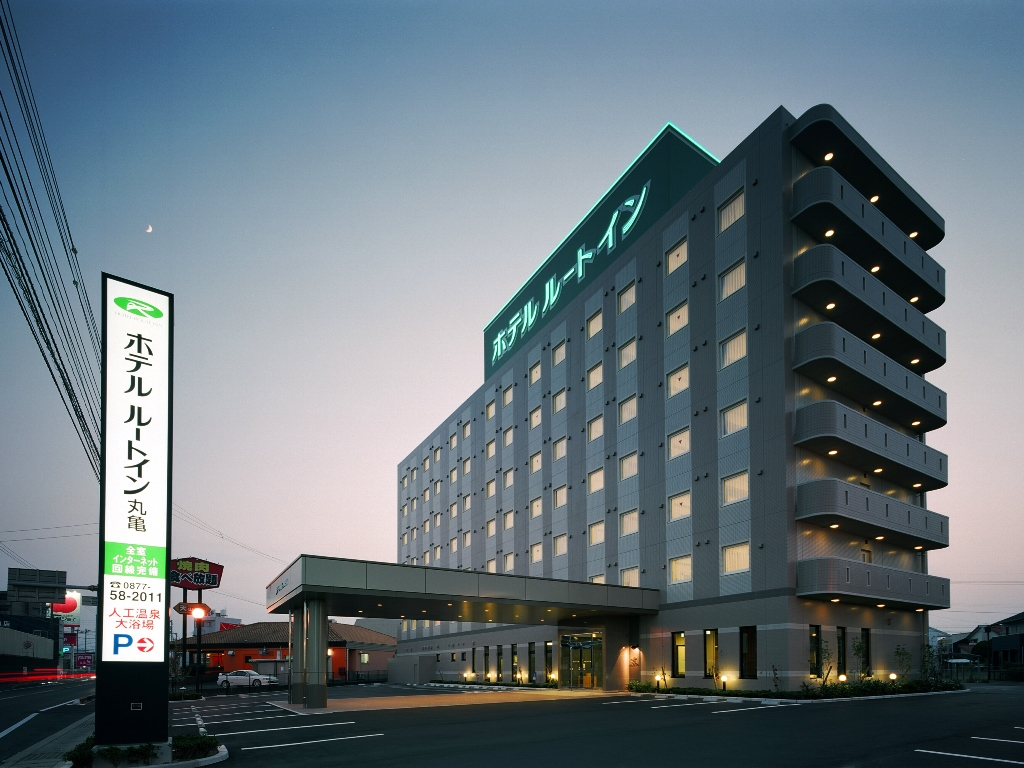
ホテルルートイン丸亀 （香川県丸亀市）

### アークホテル
タイプはシティホテルが主。日本で6店舗を展開する。住友生命グループの栄泉不動産（旧・栄泉興産）を設立母体とする中堅ホテルチェーン。当初は大阪と東京の2店舗で運営していた。2012年10月1日に、一部のホテルで名称変更を行った。アークホテル東京池袋（旧東京）は2018年10月にホテルルートイン東京池袋へブランド変更を行った。
- アークホテル大阪心斎橋（旧大阪）
- アークホテル岡山
- アークホテル広島駅南（旧広島）
- アークホテルロイヤル福岡天神（旧博多ロイヤル）
- アークホテル熊本城前（旧熊本）

### グランヴィリオホテル
タイプはリゾートホテルが主。日本に9店舗、サイパン島に1店舗。ベトナムに2店舗。2015年4月にハファダイビーチホテルがグランヴィリオリゾートサイパンに名称変更された。2017年3月にグランヴィリオリゾート石垣島ヴィラガーデンが開業したのと同時に、石垣リゾートグランヴィリオホテルがグランヴィリオリゾート石垣島グランヴィリオガーデンに名称変更され、2020年12月に2ホテルは統合された。
- 十勝幕別温泉グランヴィリオホテル
- 姫路キヤッスルグランヴィリオホテル
- 徳島グランヴィリオホテル[8]
- 阿蘇リゾートグランヴィリオホテル[8]
- グランヴィリオリゾート石垣島
- グランヴィリオホテル奈良 -和蔵-
- グランヴィリオホテル宮島 -和蔵-
- グランヴィリオホテル別府湾 -和蔵-
- グランヴィリオホテル宇奈月温泉
- グランヴィリオリゾートサイパン（サイパン島）
- グランヴィリオシティダナン（ベトナム）
- グランヴィリオオーシャンリゾート ダナン（ベトナム）

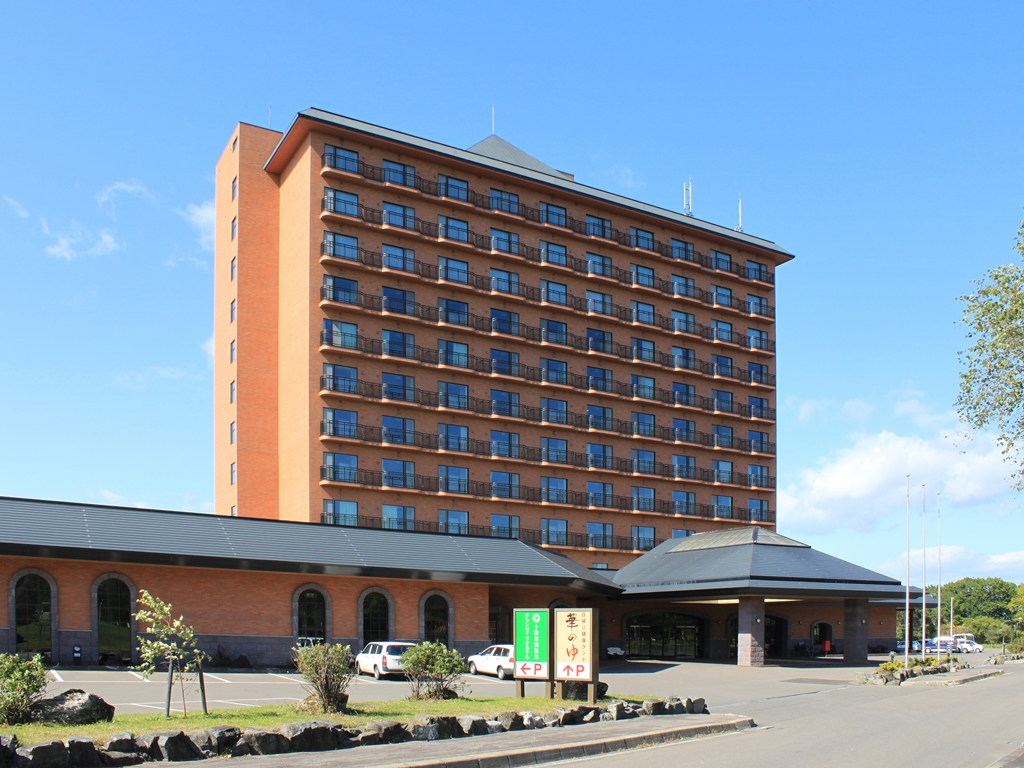
十勝幕別温泉グランヴィリオホテル
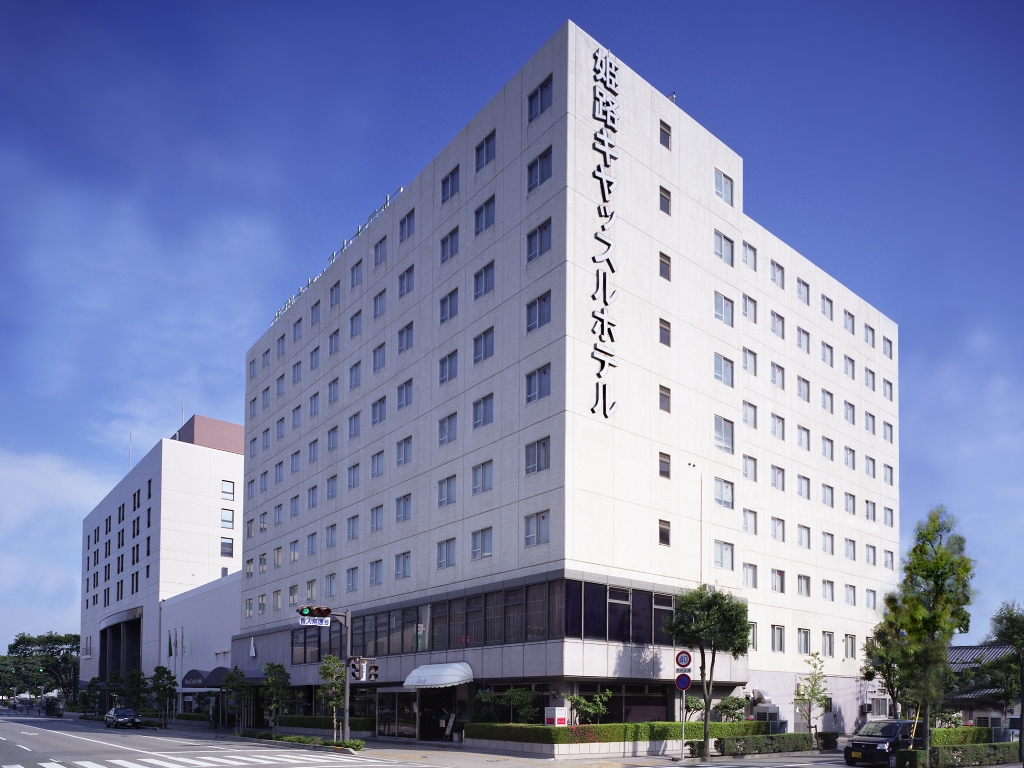
姫路キヤッスルグランヴィリオホテル
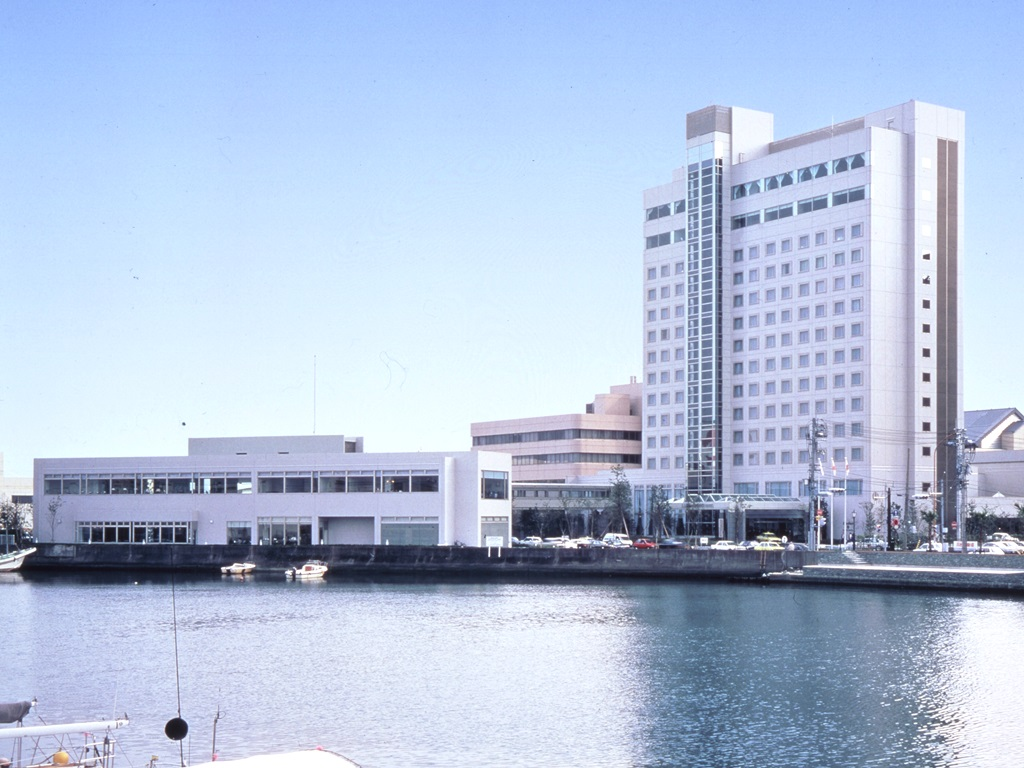
徳島グランヴィリオホテル
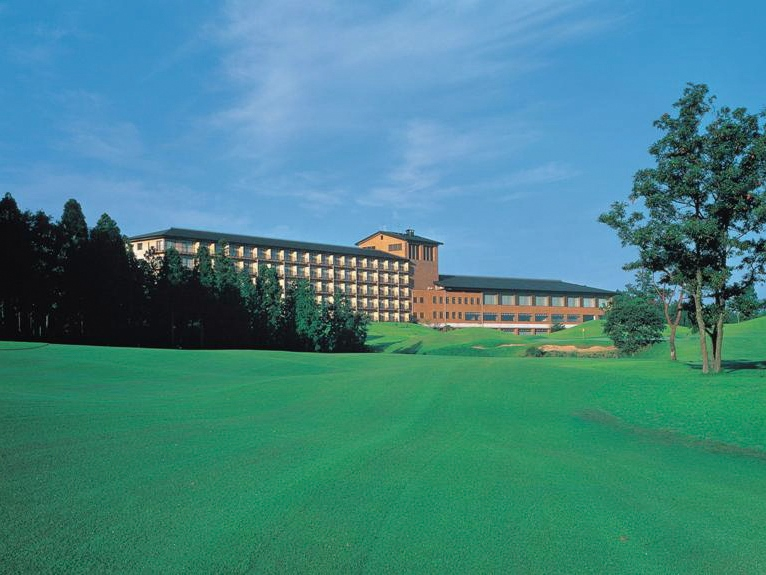
阿蘇リゾートグランヴィリオホテル
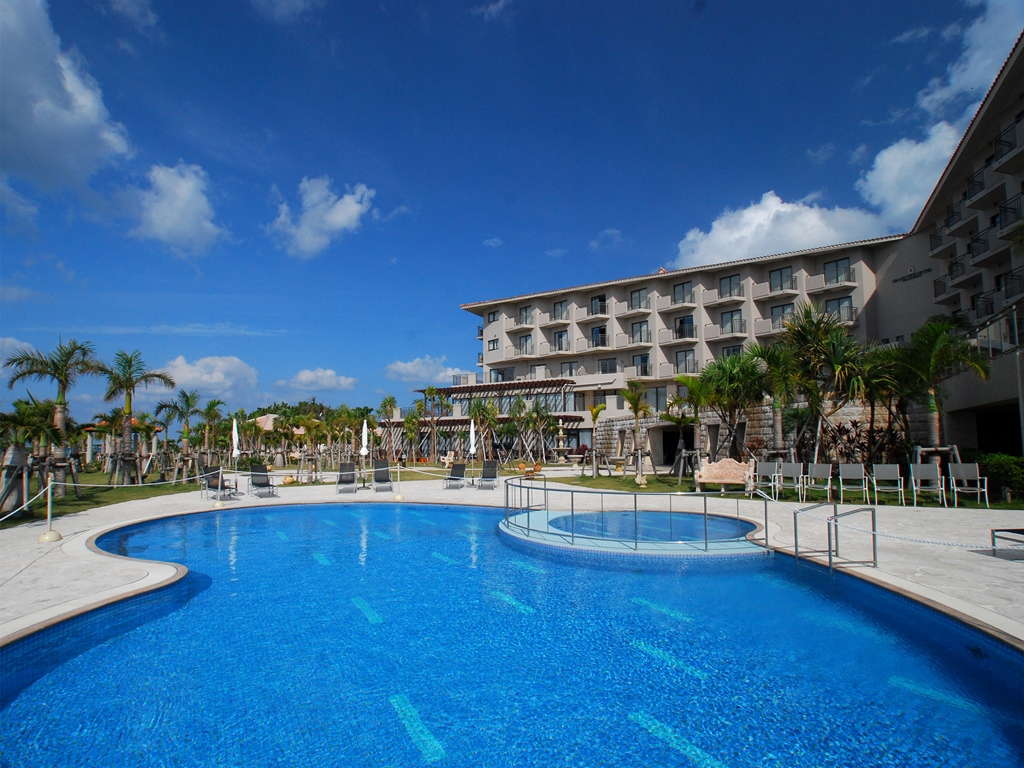
グランヴィリオリゾート石垣島グランヴィリオガーデン
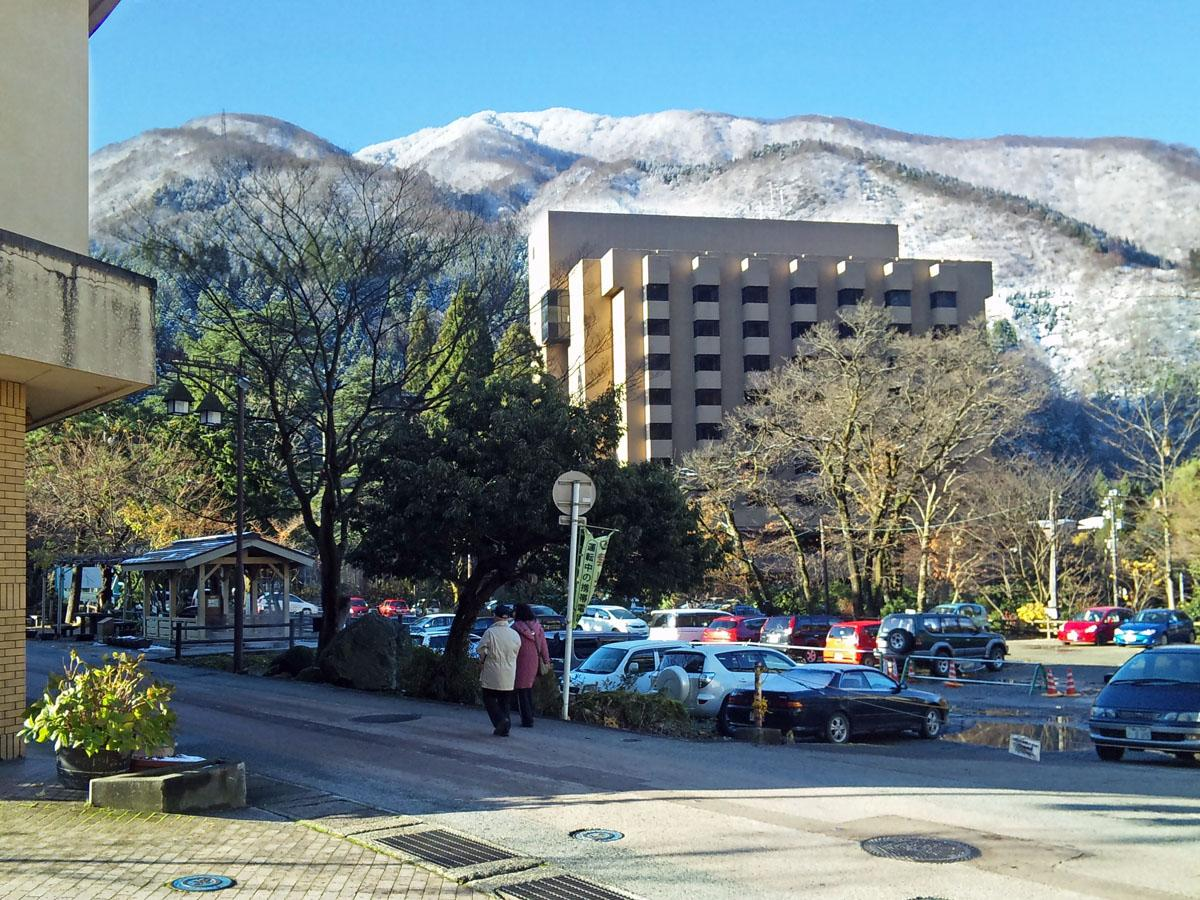
グランヴィリオホテル宇奈月温泉
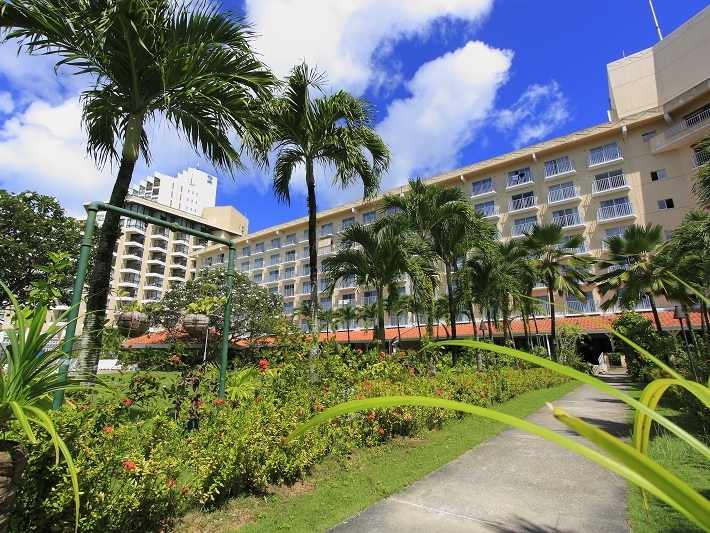
グランヴィリオリゾートサイパン

### ルートイングランティア
タイプは観光ホテルが主。日本に18店舗（1店舗休業中）。
- ルートイングランティアサロマ湖（2023年3月現在休業中）[9]
- ルートイングランティア知床-斜里駅前-
- ルートイングランティア函館駅前
- ルートイングランティア函館五稜郭
- ルートイングランティア秋田SPA RESORT
- ルートイングランティア羽生SPA RESORT
- ルートイングランティア氷見 和蔵の宿
- ルートイングランティア小松エアポート
- ルートイングランティア飛騨高山
- ルートイングランティア小牧
- ルートイングランティア東海Spa&Relaxation
- ルートイングランティア和蔵の宿 伊賀上野城前
- ルートイングランティア福山SPA RESORT
- ルートイングランティア太宰府
- ルートイングランティア福岡若宮-脇田温泉-
- ルートイングランティアあおしま太陽閣
- ルートイングランティア那覇
- ルートイングランティア石垣

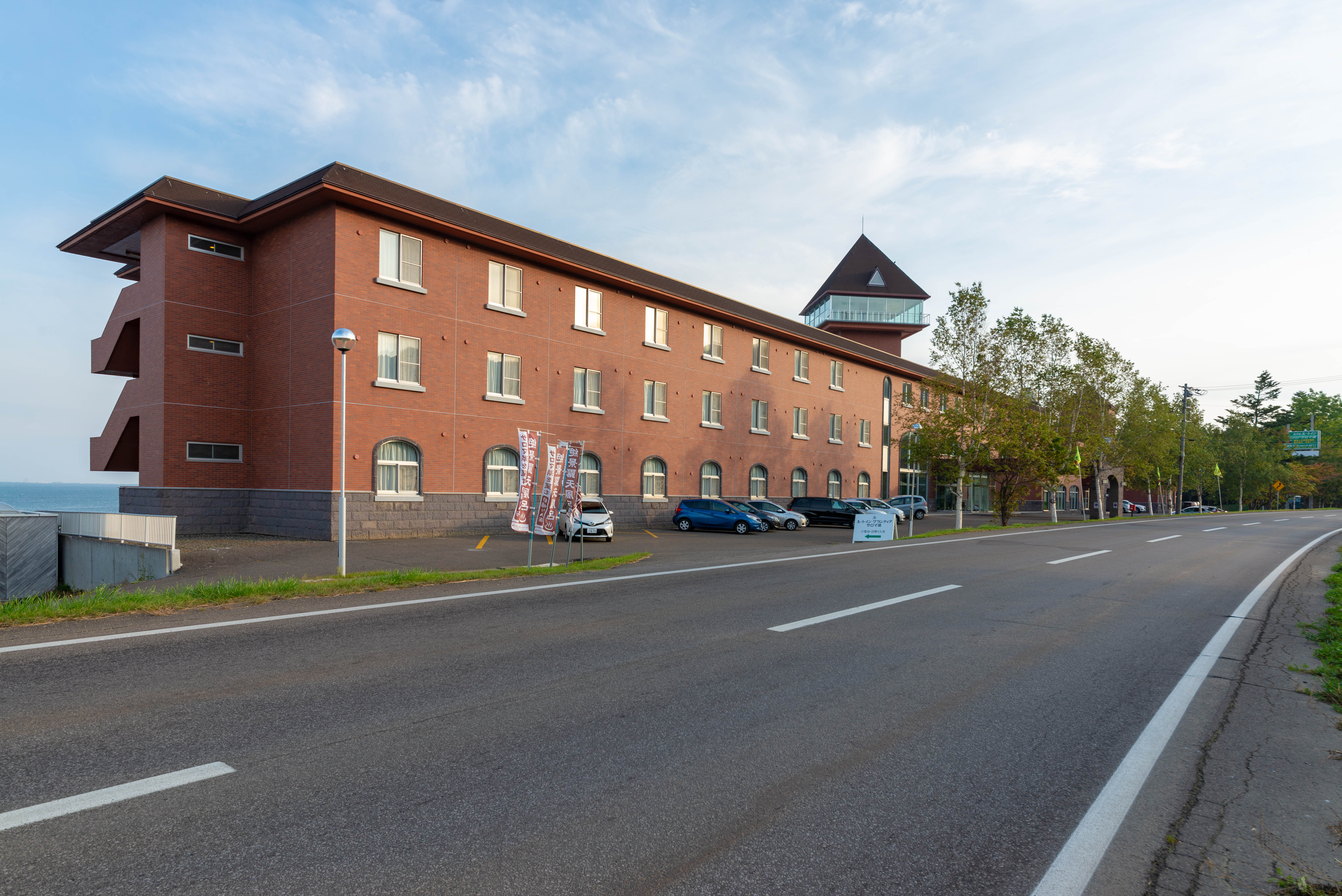
グランティアサロマ湖
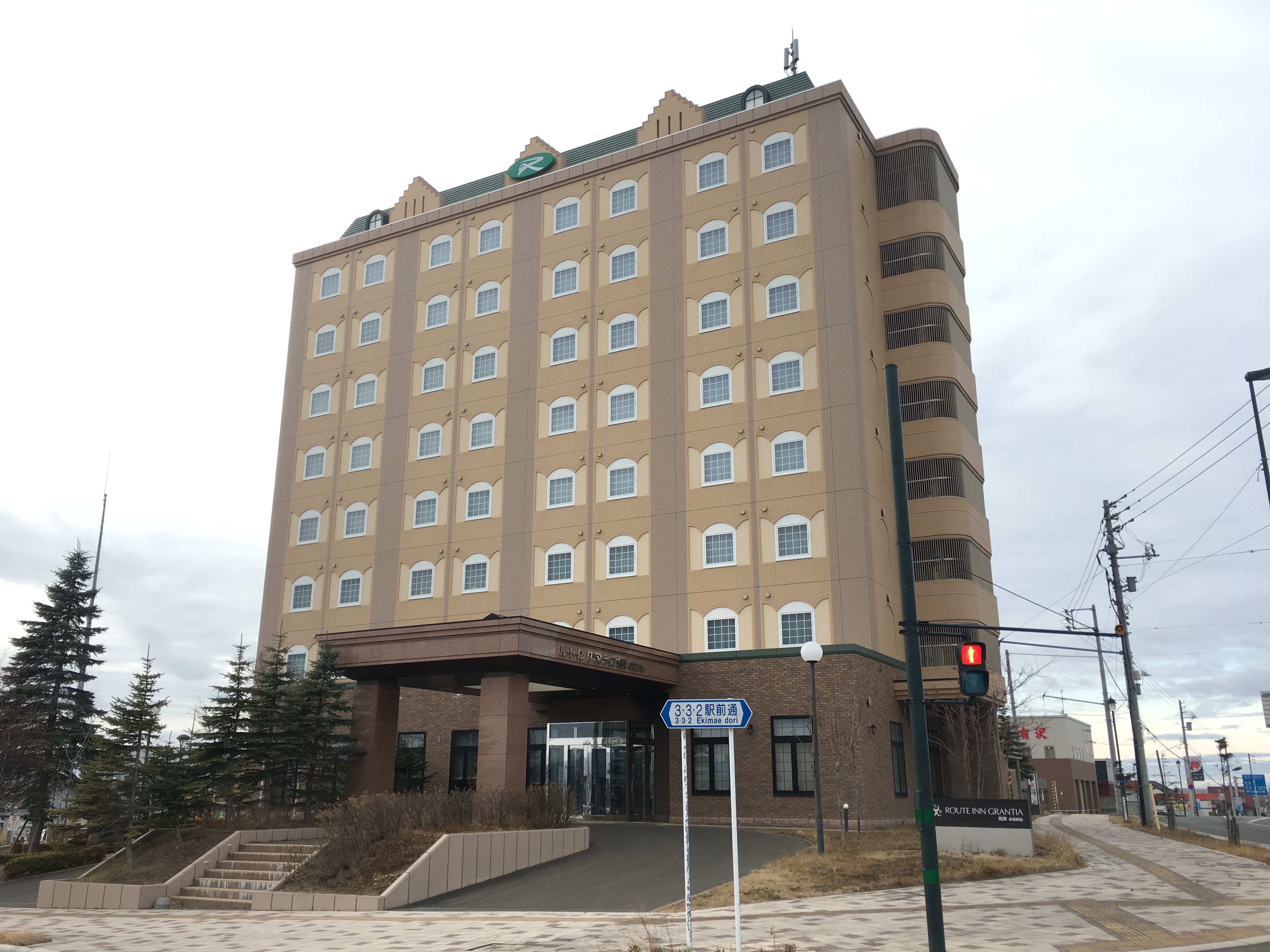
グランティア知床-斜里駅前-
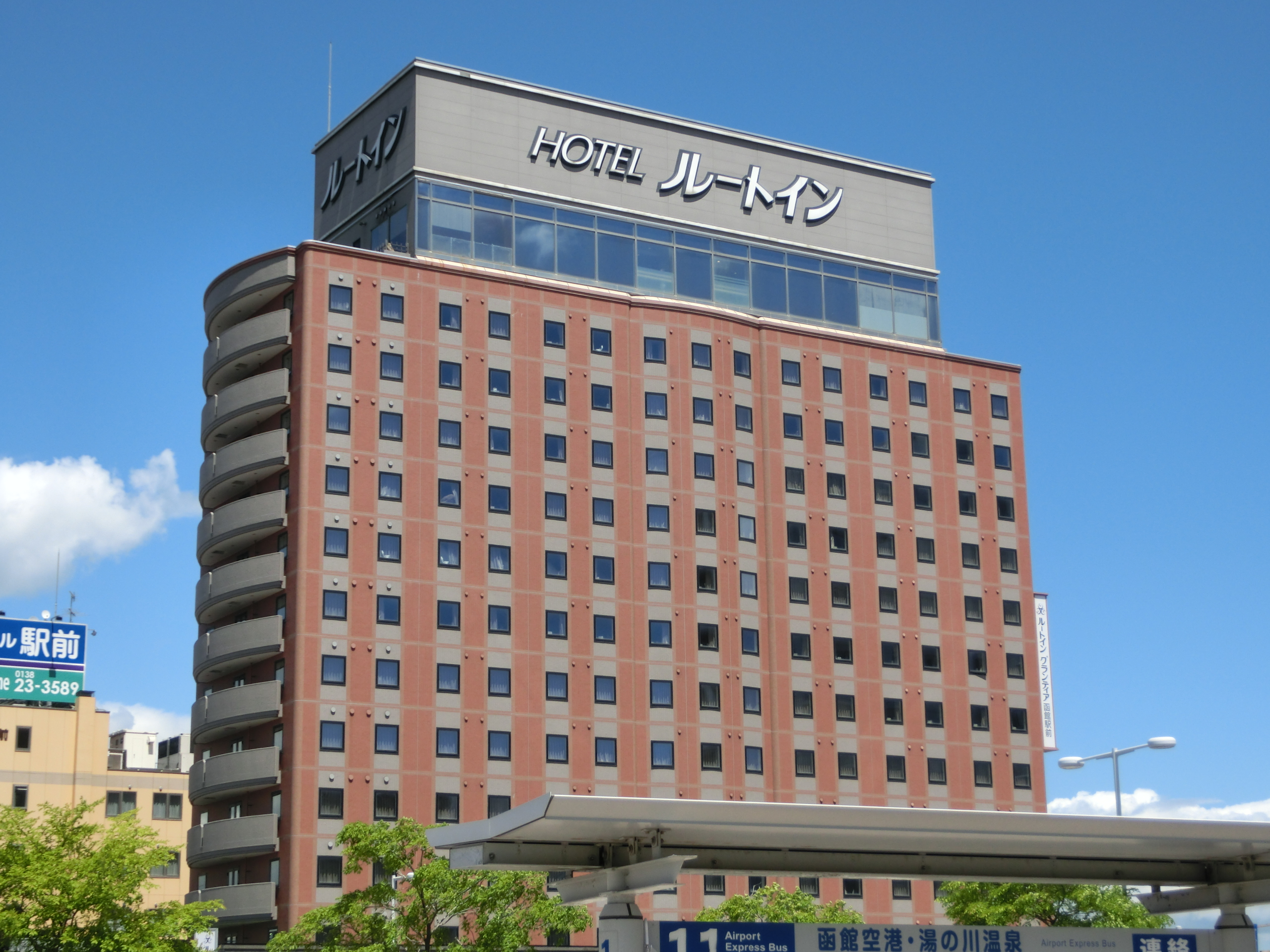
グランティア函館駅前
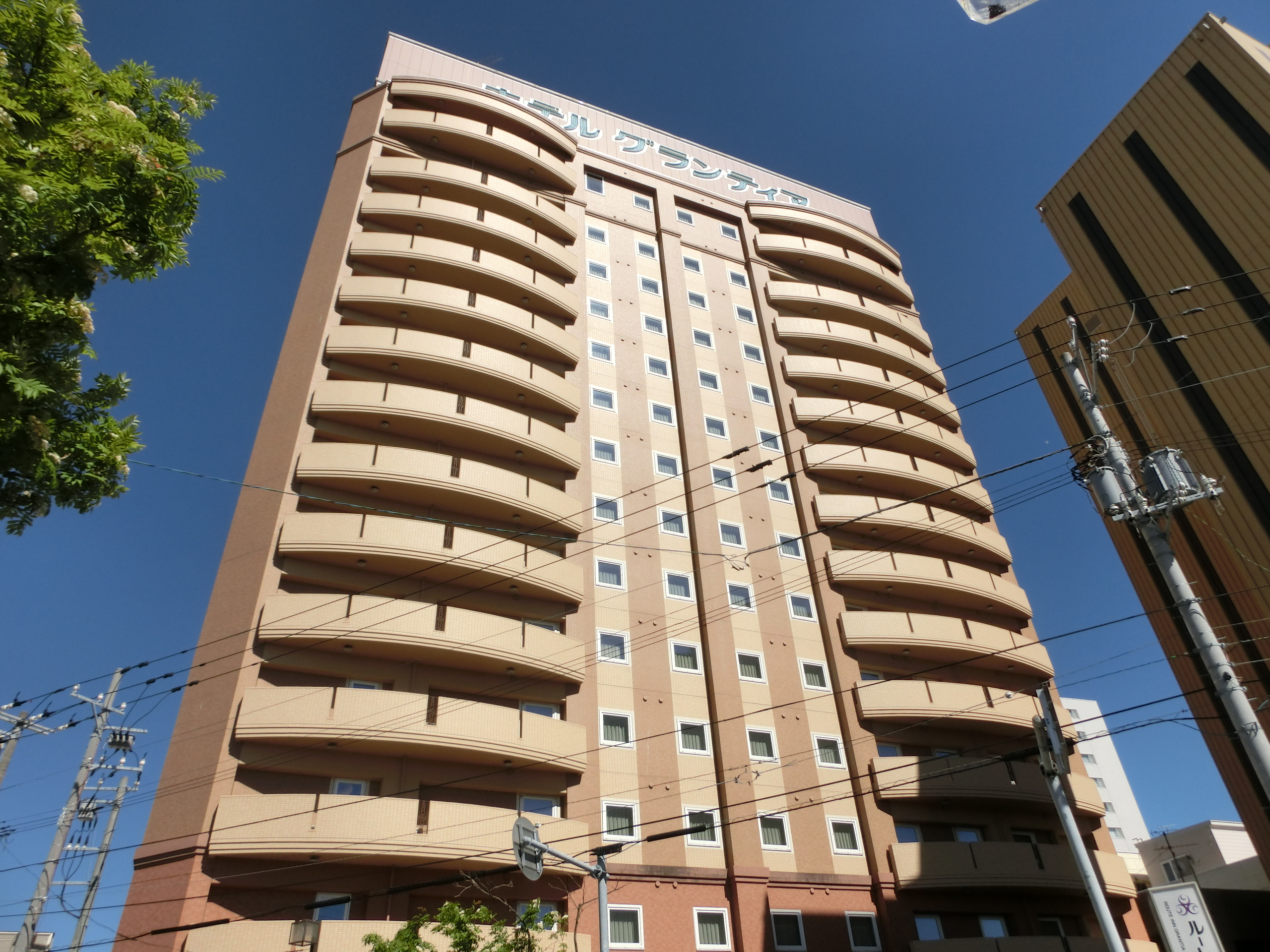
グランティア函館五稜郭

### ホテルルートインGrand
タイプはシティホテルが主。従来より客室や調度品、大浴場の広さ、食事などで高級感を打ち出す。

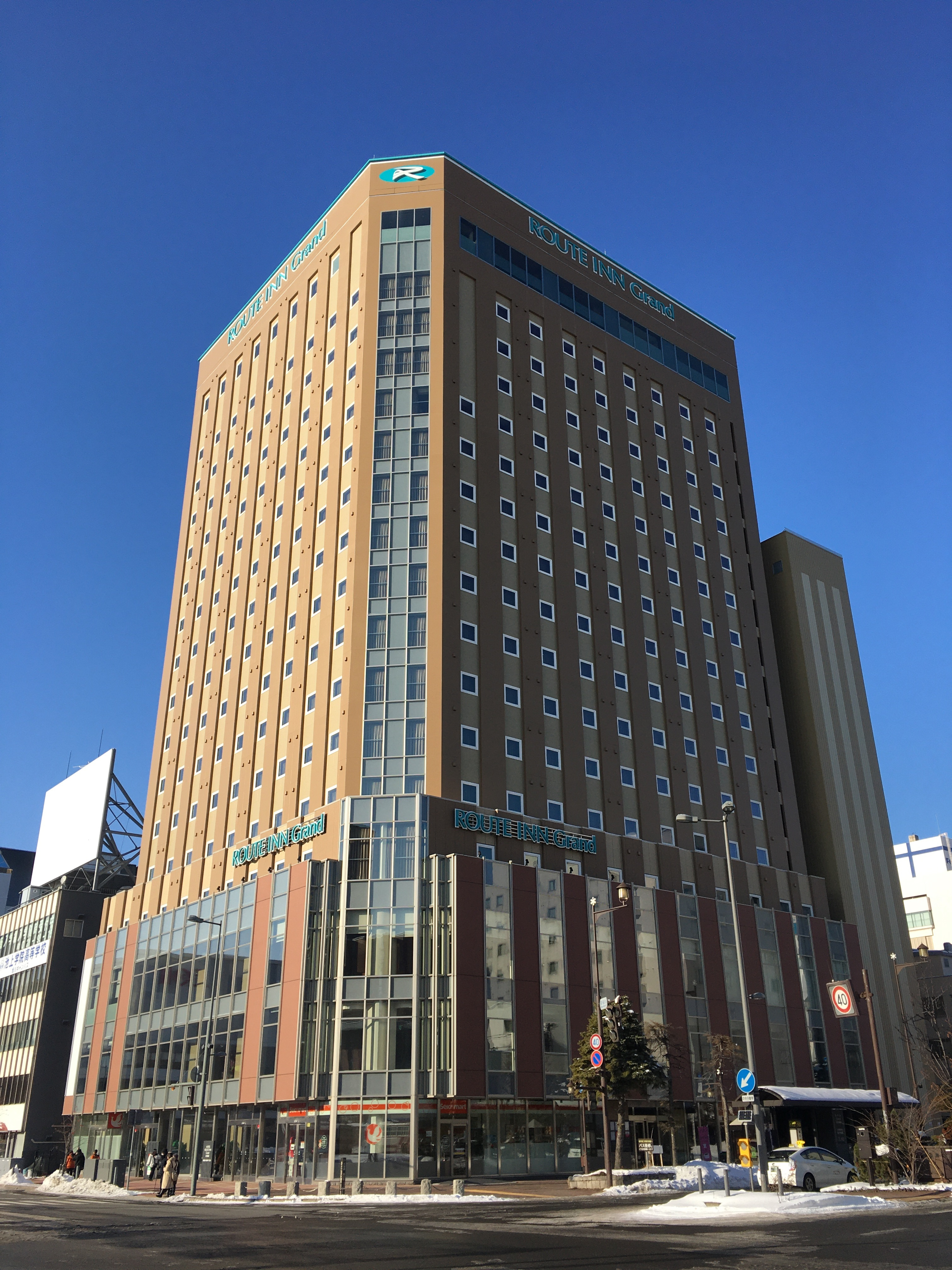
ホテルルートインGrand旭川駅前
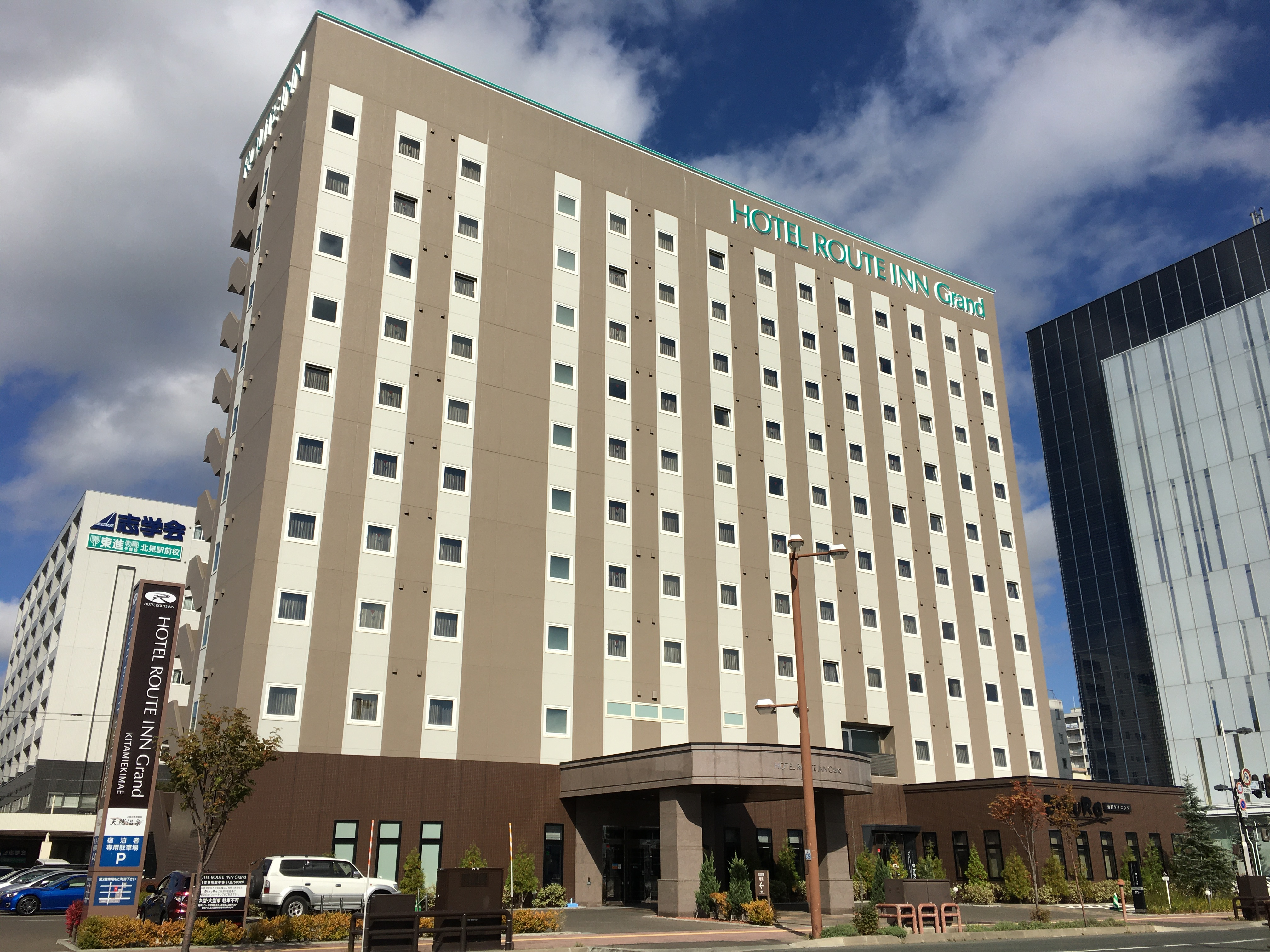
ホテルルートインGrand北見駅前
- ホテルルートインGrand室蘭
- ホテルルートインGrand東京浅草橋
- ホテルルートインGrand東京東陽町
- ホテルルートインGrand上田駅前
- ホテルルートインGrand太田駅前
- ホテルルートインGrand秩父
- ホテルルートインGrand中野小布施 -信州中野駅前-
- ホテルルートインGrand名古屋藤が丘駅前(2024年12月25日オープン)

- Grand旭川駅前
- Grand北見駅前

## 健康ランド
- スーパー健康ランド［華のゆ］ - 現在「幕別・秋田・福山・羽生・東海」（5店舗）

## ゴルフ場
- 上田丸子グランヴィリオゴルフ倶楽部（旧：グランステージカントリークラブ　丸子コース）
- 上田菅平高原グランヴィリオゴルフ倶楽部（旧：菅平高原カントリー倶楽部）
- 阿蘇リゾートグランヴィリオホテルゴルフ場（旧：阿蘇プリンスホテルゴルフ場）

## グループ会社
- ルートインジャパン株式会社
- ルートイン開発株式会社
- 株式会社アークホテル - アークホテル
- 株式会社姫路キヤッスルホテル - 姫路キヤッスルグランヴィリオホテル
- 徳島ホテルリゾート株式会社 - 徳島グランヴィリオホテル
- 阿蘇ゴルフアンドホテルリゾート株式会社 - 阿蘇リゾートグランヴィリオホテル
- サイパン・ホテル・コーポレーション - グランヴィリオリゾートサイパン
- ルートイン・ベトナム・リゾート - グランヴィリオオーシャンリゾート ダナン
- ルートイン・ベトナム・インベストメント - グランヴィリオシティ ダナン

## 会員制度
ルートインホテルズPonta、新アーク会員（アークホテル8店舗）
共通ポイントサービス「Ponta」
三菱商事の子会社であるロイヤリティーマーケティングが2010年3月1日に開始した共通ポイントプログラム。ルートインジャパンは同年9月1日からサービス開始。ルートインホテルグループはクレジットカード機能なしと有りを発行。クレジット機能有のカードの発行会社は三井住友カードである。
Pontaの導入に伴い「Club R Stage」は2010年8月31日を以ってサービスを終了した。また、会員制度移行の申込を受付していたが、ポイントは移行できない。

## スポーツ

### 野球
ベースボール・チャレンジ・リーグ（BCリーグ） - オフィシャルスポンサーを務める。2014年シーズンよりリーグの命名権を取得し、通称が「ルートインBCリーグ」となる。

### サッカー
日本プロサッカーリーグ（Jリーグ） - 2015年よりトップパートナーに就任。アウェーゲームを観戦する応援団向けの宿泊と観戦チケットのセット商品の販売を含め、地域のサッカーを通したスポーツ振興に寄与する企画を計画中。

### 陸上競技
- ルートインホテルズ女子陸上部 - 2013年4月創部。活動拠点は東京都江東区。
モットーは「感動と夢、そして元気を届ける」。スポーツを通してルートイングループの従業員とお客様に夢と感動を届け、自分の夢を叶えるために光り輝き走ることを活動理念としている[15]。

### バレーボール
実業団チームとしては2つ目となる女子バレーボール部を2017年4月に創部した。モットーは女子陸上部と同じく「感動と夢、そして元気を届ける」。活動拠点はホテルルートイン長野本社が所在する長野県上田市。2025年にVリーグ1部を目指すとしている。チーム愛称は「ブリリアント アリーズ」。